# Пещеры Самарской области
Пещеры Самарской области — подземные полости в Самарской области, как естественного, так и рукотворного происхождения, сосредоточенные преимущественно в складках земного рельефа в районе Самарской Луки. Рукотворные системы представляют собой каменоломни по добыче известняка начала XX века в Жигулёвских горах на правом берегу Волги и в Сокольих горах на левом берегу Волги у впадения её левого притока Сока. Повсеместно в Самарской Луке и по долинам близлежащих рек Волжского бассейна (Уса, Сок, Самара) имеются крупные природные образования карстового происхождения. В Сызранском районе, на водоразделах рек Усы, Крымзы и Тишерека (к западу от Самарской Луки), имеются псевдокарстовые образования в песчанике и его разработки XVIII-XIX веков на их основе.

## Основные системы

### Жигулёвские горы
«Ширяевские штольни» или «Ширяевские каменоломни» расположены у одноимённого села, под скатом одноимённого оврага, в северо-восточной части Самарской Луки, на правом берегу Волги. Подсистемы часто носят название СХТ вкупе с присвоенным номером. Аббревиатура СХТ означает «Северохимический трест» — основного разработчика данных подземелий (примерная дата начала подземных работ — конец 1920-х / начало 1930-х). Крупнейшей из них являются штольни на Поповой горе, или СХТ-6, площадью 17000 м², расположенные почти на Волжском склоне. Выше по оврагу находятся следующие объекты: СХТ-5 (площадью 600 м²), СХТ-4 (650 м²), СХТ-3 (700 м²), СХТ-2 (550 м²) и вторая по величине выработка СХТ-1 (8000 м²). Каждая подсистема имеет определенное количество входов (от одного до восьми) и представляет собой совокупность взаимопересекающихся галерей средним сечением 5×5 м. Аналогично Ширяевским на Самарской Луке имеется ряд дополнительных объектов — система «Бурлак» — в 2 км выше Ширяево, группа штолен под горой Верблюд, а также группа штолен между оврагом Козьи Рожки и турбазой «Полет».
«Пещера Степана Разина» естественного происхождения.
Расположена на правом берегу Волги на юге Самарской Луки, между сёлами под названием Малая Рязань и Брусяны (Ставропольский район), недалеко от устья Попова оврага. За небольшим гротом, расположенным при входе, идет зал протяжённостью 16 м и высотой около 4,5 м. От него отходят три небольших ответвления — лазы. Общая протяжённость пещеры — 52 м.
«Медвежья пещера» естественного происхождения. Расположена в Жигулевском заповеднике (овраг «Малиновый Дол»), в 2 км от села Бахилова Поляна. Длина пещеры — 44 м. Внутри пять комнат, соединенных узкими коридорами, самая большая из которых — вторая, ее высота 1,5 м. Свое название Медвежья пещера получила по находкам в ней костей пещерного медведя доледниковой эпохи. Из современной фауны представлены гигантские слизняки.
«Ледяная пещера» (она же «Гнилая») естественного происхождения. Расположена на Самарской Луке, близ урочища «Белая гора», недалеко от посёлка Подгоры (Волжский район). Название пещеры объясняется тем, что её стены круглый год покрыты слоем льда.

### Сокольи горы

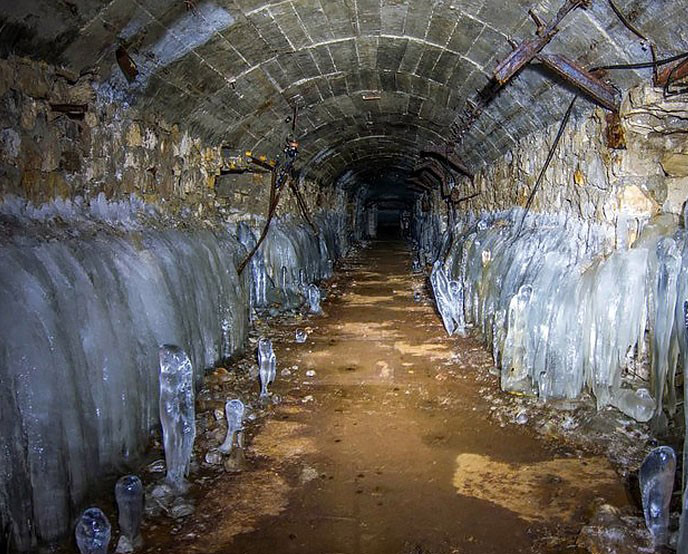
Проход в штольни бывшего хранилища Госрезерва в посёлке Красная Глинка, г. Самара

«Сокские штольни» или «Сокские каменоломни» находятся на левом берегу реки Сок, у места её впадения в Волгу. До того как пещеры стали разрушаться, длина их составляла около 53 км, в настоящее время уцелело только 30 км. Разработка их началась одновременно с Ширяевскими, по одинаковой технологии и целью была добыча одного и того же полезного ископаемого (известняка).
«Пещера братьев Греве» естественного происхождения. Наиболее посещаемая пещера Самарской области. Расположена на левом берегу Волги ниже посёлка Красная Глинка в черте города Самары (Красноглинский район) между двумя урочищами, Коптевым и Студёным оврагами. Пещера является памятником природы регионального значения. Общая протяжённость ходов пещеры составляет 522 м, а ее глубина — 10,5 м. Внутри достаточно сухо, подземные водоёмы отсутствуют. Имеются водокапы, образующие сталактиты и сталагмиты. Из фауны можно увидеть летучую мышь, мелких грызунов или бабочек.
В 1930-х годах отдельные выработки в Сокольих горах использовались под хранилища Госрезерва.

### Бассейн реки Сока
«Серноводская пещера» естественного происхождения. Находится в 1 км к северо-востоку от поселка Серноводск Сергиевского района Самарской области. Вход в систему расположен в верховье Извесошного оврага (долина реки Сока), на западном склоне Серноводской возвышенности. Самый крупный естественный подземный лабиринт Самарской области, общая длина ходов — 573 м.

### Бассейн реки Самары
«Пещера Литке» естественного происхождения. Находится в 2 км от ж/д-станции Энергетик, в бассейне реки Падовки, правого притока Самары (Кинельский район). Третья по величине пещера Самарской области (130 м в длину и 10 м в глубину) — после «Серноводской» и «Греве». В настоящее время вход завален.
«Золотая пещера» естественного происхождения. Расположена в верхнем течении реки Падовки (бассейн реки Самары), в 2 км от села под названием Сырейка (Кинельский район), в урочище «Игонев Дол». Благодаря вкраплениям кристаллов пирита, стены пещеры отсвечивают жёлтым цветом (отсюда название в честь жёлтого металла). В глубине пещеры находится подземное озеро.

### Перешеек между Усой и Волгой
«Печерская пещера» («Семикомнатка») естественного происхождения. Названа по расположенному неподалёку селу под названием Печерское (Сызранский район). Входная часть представляет собой ряд последовательно расположенных камер, соединенных между собой лазами. Именно отсюда возникло второе название — Семикомнатка. Система расположена на западе Самарской Луки — в складке местности, где низовья Усы (Усинский залив) и изгиб Волги образуют узкий перешеек, единственное сухопутное соединение Большой Самарской Луки с остальной сушей. Вход в пещеру доступен только с воды, расположен на уровне 1,5 м от воды, на скальном уступе, нависающим над Саратовским водохранилищем.

### Псевдокарст и разработки песчаника в Сызранском районе
В Самарской области всего 9 псевдокарстовых пещер и гротов общей протяжённостью 187 м, и все они находятся в Сызранском районе, на территории водоразделов рек Усы, Крымзы и Тишерека. Отличие здешних псевдокарстовых подземных полостей заключается в том, что они образованы не химическими процессами растворения, как обычные карстовые пещеры, а механическим вымыванием. Пещеры образуются в песчаниках путем размыва и выноса нижележащих песков. Песчаники или растрескиваются, образуя пещеры трещинообразной формы, такие как Смолькинская, Передовая-2, Каменная изба, Каменная изба-2, или служат сводами, образуя коридорно-гротовые полости — Песчаная-1, Девичьи слезы, Девичьи слезы-2.
Пещера-водопад «Девичьи слезы» — наиболее уникальная и посещаемая из всех псевдокарстовых пещер. Расположена в 3 км от поселка Передовой. Вход в пещеру представляет собой арку шириной 20 м и высотой до 3,5 м. В правой части грота начинается ход длиной 18 м. В конце он сужается до лаза, а далее заканчивается завалом. Общая протяжённость пещеры с гротовой частью — 56,4 м, а поскольку она активно посещается туристами, у ее входа оборудована стоянка и кострище. В 160 метрах ниже по течению ручья можно обнаружить очень похожую пещеру Девичьи слезы-2. Ее протяжённость чуть меньше — 24,7 м. Ее вход также расположен под скальным выступом в виде широкой арки. Внутри этой пещеры сухо, а на входе находится небольшое озерцо. По весне и после сильных дождей с козырька стекают струи воды.
Выработки песчаника в верховьях реки Усы XVIII—XIX вв. Ориентирами служат ближайшие населённые пункты — посёлок Гремячий и село Смолькино. В окрестностях села Смолькино выделяются четыре относительно крупных участка по добыче песчаника для различных нужд. Первый находится в километре к юго-востоку от села, в так называемом «Лабиринте». Это 54 и 61 кварталы Рачейского лесничества, известный памятник природы «Рачейские скалы». Остальные разбросаны по западным склонам Гремячинских высот. Второй (северный) участок в 3 км ниже по течению реки Усы от поселка Гремячий (18 квартал). Третий (центральный) — напротив поселка Гремячий (47 квартал). Четвертый (южный) — выше по течению Усы (47 и 55 кварталы). Помимо этих участков существуют разрозненные и менее масштабные по площади места добычи песчаника.